# Homeotermia
Homeotermia é uma característica de alguns animais que lhes permite manter sua temperatura corporal relativamente constante à causa de uma alta taxa metabólica gerada pela intensa combustão de alimento energético nas células e/ou por meio de comportamentos associados a trocas de calor com o ambiente. Estes animais são chamados de animais de sangue quente, animais homeotérmicos ou animais de temperatura constante.
Animais homeotérmicos e endotérmicos são frequentemente tomados como sinônimos um do outro, porém estes são termos diferentes: os primeiros mantêm a temperatura corpórea estável, não importando a temperatura ambiente, e os segundos são capazes de gerar calor internamente por meio de reações metabólicas e contrações musculares. Este equívoco se deve à constatação de que a maioria dos animais homeotérmicos são também endotérmicos e vice-versa.
Apenas as aves e os mamíferos, considerados animais endotérmicos ou de sangue quente (termo coloquial). Os animais de sangue frio (poiquilotérmicos, pecilotérmicos ou ectotérmicos), grupo no qual se incluem os peixes, anfíbios e répteis, necessitam do calor do ambiente para se aquecer. No entanto, é importante ressaltar que, dizer que répteis são animais que possuem "sangue frio" é um engano, uma vez que após tomarem sol durante um tempo, a temperatura do sangue desses animais pode chegar à mesma temperatura conseguida pelos endotérmicos. O sangue de peixes de águas tropicais também pode atingir 27°C, o que, se comparadas às temperaturas médias de regiões temperadas e polares, não pode ser considerada uma temperatura baixa.
A endotermia é mantida através da homeostase térmica, que é conseguida através do controle das suas taxas metabólicas. Um animal endotérmico consegue manter a temperatura do seu corpo mais ou menos constante a um nível que pode ser distinto da temperatura do ambiente que o rodeia. Este processo pode envolver não só a capacidade de gerar calor mas também a capacidade de arrefecer essa temperatura se necessário.
Diversos mecanismos podem atuar na regulagem da temperatura do corpo, como tremores (para gerar calor a partir de contrações musculares), palidez (a circulação sanguínea, que se altera para direcionar menos calor para a pele, com menor perda de calor para o ambiente), ou o seu oposto, a ruborização (a circulação sanguínea se altera para irradiar mais calor através da pele), ofegância ou suor (para perder calor através da evaporação).